# Burzenin
Burzenin is een dorp in het Poolse woiwodschap Łódź, in het district Sieradzki. De plaats maakt deel uit van de gemeente Burzenin en telt 1100 inwoners.